# Tāzehābād-e Sarāb
Tāzehābād-e Sarāb (persiska: تازه آباد سراب, Tāzehābād) är en ort i Iran.   Den ligger i provinsen Kermanshah, i den nordvästra delen av landet, 400 km väster om huvudstaden Teheran. Tāzehābād-e Sarāb ligger 1 712 meter över havet och antalet invånare är 156.
Terrängen runt Tāzehābād-e Sarāb är varierad. Runt Tāzehābād-e Sarāb är det ganska tätbefolkat, med 60 invånare per kvadratkilometer. Närmaste större samhälle är Sonqor, 5,0 km norr om Tāzehābād-e Sarāb. Trakten runt Tāzehābād-e Sarāb består i huvudsak av gräsmarker.